# پی‌جی‌ام-۱۱ رداستون

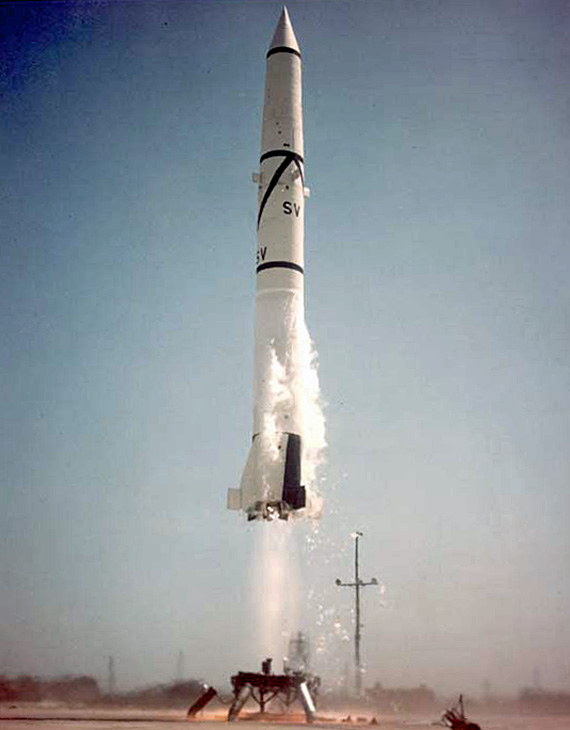
راکت رداستون در زمان پرتاب

راکت رداستون (به انگلیسی: Redstone) یا با نام کامل‌تر (به انگلیسی: PGM-11 Redstone) راکتی بود که اولین ماهوارهٔ ایالات متحده، اکسپلورر ۱ را به فضا پرتاب کرد. این راکت توسط تیمی به مدریت ورنر فون براون، که در آن زمان برای ارتش آمریکا درپایگاه فورت بلیس، تگزاس مشغول به کار بود، ساخته شد. در سال ۱۹۵۰، تیم به توپخانهٔ ردساتون در هانتسویل، آلاباما مهاجرت کرد، جایی که ارتش ایالات متحده فعالیت‌های راکت‌سازی خود را متمرکز کرده‌بود. این توپخانه در زمان جنگ جهانی دوم، برای تولید ترکیبات شیمیایی و آتش‌زا مورد استفاده قرار گرفته‌بود. نام راکت به رنگ سنگ‌ها و خاک در هانتسویل بازمی‌گردد.

## طراحی و ساخت
در هانتسویل، آلمانی‌ها به تیم متخصص موشک آمریکایی ملحق شدند و با هم مرکز کنترل موشک‌های هدایت‌شونده را به وجود آوردند. در آن‌جا این تیم مشغول کار بر روی موشک‌هایی بود که بتوانند بر تهدیدهای جنگ سرد شوروی غلبه کند. معروف‌ترین موشک آنجا در تاریخ ۸ آوریل ۱۹۵۲ ساخته و نام رسمی رداستون بر آن گذارده شد.

## ویژگی‌ها
رداستون موشکی با دقت بالا، سوخت مایع، زمین به زمین و فرزند مستقیم راکت فاو-۲ آلمان بود. موتور سوخت مایع موشک الکل و اکسیژن مایع را می‌سوازند و تراستی برابر با ۷۵۰۰۰ پوند (حدود ۳۳۳۶۱۷ نیوتون) ایجاد می‌کرد. طول آن حدود ۷۰ فوت (۲۱ متر) و قطر آن برابر با ۶ فوت (۱٫۸) متر بود. در برن‌اوت، زمانی که سوخت به‌طور کامل به مصرف می‌رسید، سرعت آم به حدود ۳۸۰۰ مایل در ساعت (۶۱۶۶ کیلومتر در ساعت) می‌رسید. برای هدایت، از سیستمی کاملاً اینرسیایی به همراه یک سکوی ژیروسکوپی ثابت، رایانه، یک نوار پیش‌برنامه‌نویسی شده برای مسیر پرواز و سیستم کنترل مسیر با ارسال سیگنال برای تغییر مسیر دستی. برای کنترل موشک هنگام افزایش ارتفاع، رداستون از از باله‌های دم و سکان‌های آن و پره‌های کربنی نصب شده در اگزوز راکت استفاده می‌کرد.

## پرتاب
اولین راکت رداستون در ۳۰ اوت ۱۹۵۳ از پایگاه نظامی پرتاب موشک، در کیپ کاناورال، فلوریدا پرتاب شد و حدود ۸۰۰۰ یارد (۷۳۱۵) متر مسافت را طی نمود. سی‌وشش مدل دیگر تا سال ۱۹۵۸ پرتاب شدند. ۱۶ تا از آن‌ها توسط توپخانهٔ رداستون و بقیه توسط شرکت اتوموبیل‌سازی کرایسلر ساخته شده‌بودند. در ۱۶ مه ۱۹۵۸، سربازان آماده به جنگ، اولین موشک رداستون را به صورت رسمی شلیک کردند. این موشک سپس توسط ارتش ایالات متحده در ماه ژوئن به آلمان منتقل شد و در پایگاه‌های آمریکا در آلمان قرار گرفت.

## ژوپیتر
در ۳۱ ژانویه ۱۹۵۸، مدل ۴ مرحله‌ای راکت رداستون، معروف به ژوپیتر، اولین ماهوارهٔ آمریکا اکسپلورر ۱ را در مدار زمین قرار داد. راکت رداستون همچنین با قرار دادن کپسول مرکوری در زیرمدار در سال ۱۹۶۱، برنامهٔ فضایی سرنشین‌دار ایالات متحده را افتتاح کرد.